# Jurkowice (Opatów)
Pour les articles homonymes, voir Jurkowice.
Jurkowice est une localité polonaise de la gmina et du powiat d'Opatów en voïvodie de Sainte-Croix.